# Dan Curtis
Dan Curtis (Bridgeport, Connecticut, 12 de agosto de 1927-Brentwood, California, 27 de marzo de 2006) fue un director, escritor y productor de cine y televisión estadounidense. Generalmente de proyectos de horror.

## Carrera

### Filmografía
Daniel Mayer Cherkoss, más conocido como Dan Curtis, comenzó su carrera artística como vendedor para la NBC-TV en la década de 1950 y luego trabajó para el conglomerado del entretenimiento MCA.
Como director las mayorías de sus producciones fueron más televisivas que cinematográficas. En estas últimas están House of Dark Shadows y Night of Dark Shadows (ambas de 1970), y Me and the Kid (1993). Mientras que en televisión tuvo varios filmes muy exitosos como Dark Shadows (1966–1971), Drácula (1974), Trilogy of Terror (1975) que luego tuvo su secuela, Trilogy of Terror II en 1996, The Kansas City Massacre (1975), Burnt Offerings (1976), Dead of Night, Curse of the Black Widow (1977), When Every Day Was the Fourth of July (1978), The Last Ride of the Dalton Gang (1979), The Long Days of Summer (1980), Intruders (1992), las románticas The Love Letter (1998) y Saving Milly (2005), y Our Fathers (2005). En lo que respecta a las series televisivas, dirigió The Winds of War (1983), War and Remembrance (1988-1989) y Dark Shadows (1991).
Como productor también produjo varios de sus films de los que también fue director como las ya nombradas películas House of Dark Shadows, Night of Dark Shadows, Drácula, Trilogy of Terror,  The Kansas City Massacre, Burnt Offerings, Dead of Night, Curse of the Black Widow, When Every Day Was the Fourth of July, entre otras. También produjo algunos populares films como The Invasion of Carol Enders (1973), The Night Strangler (1973), The Picture of Dorian Gray  (1973), Scream of the Wolf (1974) y Johnny Ryan (1990). Su último producto fue la serie televisiva  Night Stalker (2005/2006).
La serie  War and Remembrance, de 30 horas de duración y que se dividió en dos segmentos, Capítulos I-Vll y Vll, el capítulo final, fue la continuación de The Winds of War Esta serie recibió 15 nominaciones a los Premios Emmy y ganó por mejor miniserie, efectos especiales y una sola cámara de edición de producción.
También escribió varios de esos populares films y series.

## Vida privada
Curtis estuvo casado con Norma Mae Klein desde 1952 hasta la muerte de ella el 7 de marzo de 2006 producto de una afección cardíaca. Junto a ella tuvo tres hijos: Cathy (Kate) Curtis, y las actrices Tracy Curtis y la ya fallecida Linda Curtis

## Fallecimiento
Dan Curtis murió el 27 de marzo de 2006 en su casa en California tan solo veintiún días después del fallecimiento de su esposa, víctima de un tumor cerebral. Tenía 78 años.